# 莊友良
莊友良（1929年4月5日—2011年9月10日），祖籍福建同安，是馬來西亞羽球運動員和政治家。
莊友良與弟弟莊友明搭檔，贏得1951年、1952年和1953年的全英羽球錦標賽男子雙打冠軍。他們兩人也在1954年、1955年和1957年打入決賽。他在1953年與茱恩·懷特一起贏得全英混合雙打冠軍，他們也在1955年打入決賽。
在1949年至1957年間，莊友良在歐洲贏得多個公開賽冠軍。因為他在大部分羽球賽期間居住在英國，所以從未代表馬來亞參加湯姆斯盃比賽。他於1998年入選世界羽球名人堂。
在政治上，庄氏曾担任槟城民选市议员、槟州立法和行政议员（1974－1978亚依淡州议员）、槟州马华公会青年团团长。晚年庄氏在中風陷入半昏迷狀況八九年後，于2011年9月10日清晨6時30分在班台摩力（PantaiMolek）門牌1-K住家安詳离世，享年82歲。他的喪禮以天主教儀式進行，在住家設靈並訂於12日下午2時，在浮羅池滑天主教堂進行彌撒後舉殯火化。